# San Antonio de Fernández
San Antonio de Fernández es una localidad del estado mexicano de Jalisco. Es parte del municipio de Atotonilco el Alto.

## Toponimia
El nombre «San Antonio» hace referencia al santo patrono de la localidad: Antonio de Padua.

## Demografía
| Gráfica de evolución demográfica |
|                                  |

| Censo | Población |
| ----- | --------- |
| 1900  | 388       |
| 1910  | —         |
| 1921  | 321       |
| 1930  | 382       |
| 1940  | 302       |
| 1950  | 674       |
| 1960  | 229       |
| 1970  | 762       |
| 1980  | 940       |
| 1990  | 1 243     |
| 2000  | 1 297     |
| 2010  | 1 326     |
| 2020  | 1 575     |